# Jatoba (houtsoort)

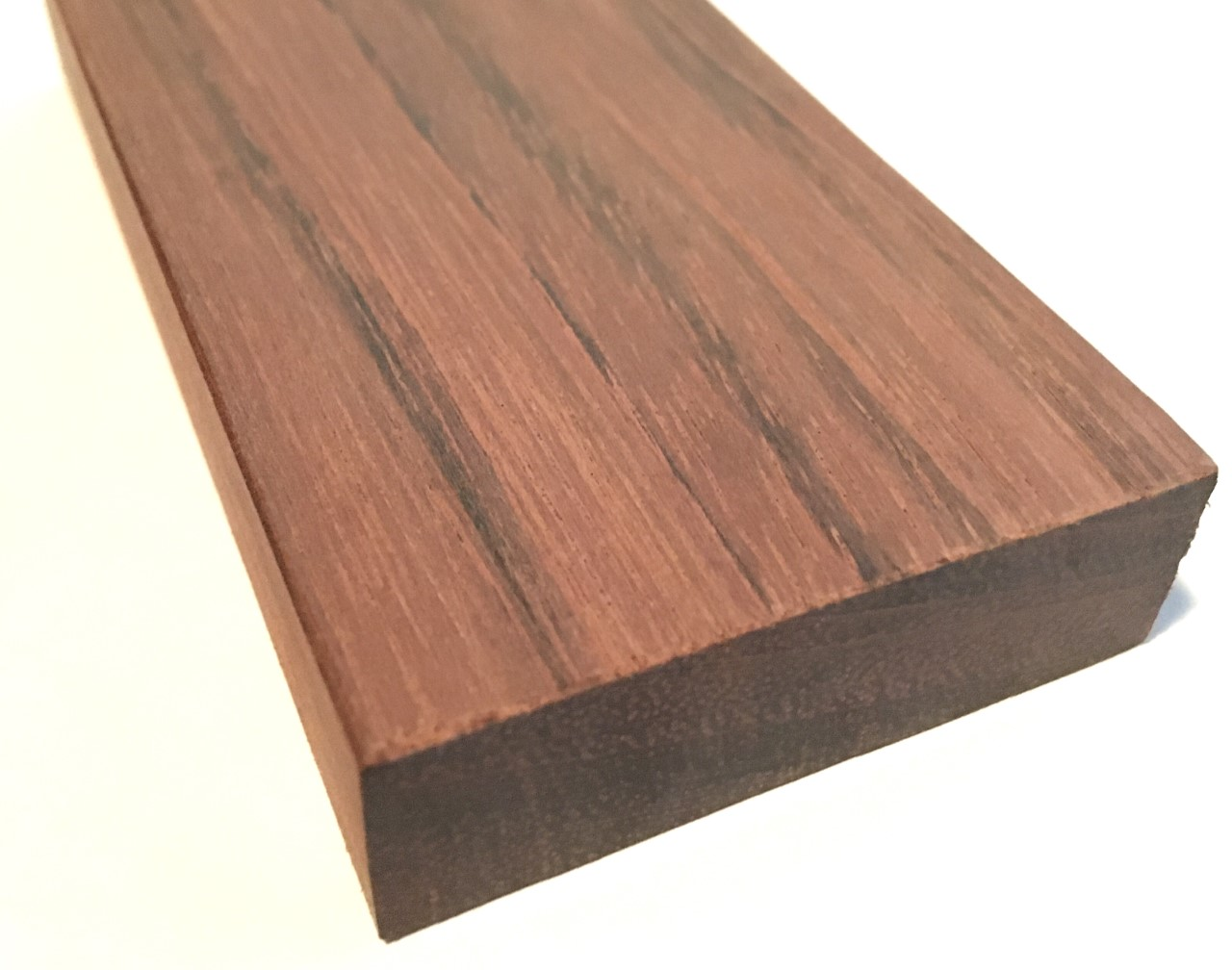
Jatoba

Jatoba is een houtsoort afkomstig van Hymenaea, vooral Hymenaea courbaril, die behoort tot de vlinderbloemenfamilie. De soort komt voor in de tropische bossen van Zuid- en Midden-Amerika. België voert vooral Jatoba in uit Brazilië.
Het kernhout heeft een oranjerode tot roodbruine kleur en het spinthout is rozewit. Door de slijtvastheid wordt het gebruikt voor intensief belopen parket, plankenvloeren en traptreden. Daarnaast ook voor meubelen, knoppen, draaiwerk en houtsnijwerk. Het hout wordt eveneens gebruikt voor buitenschrijnwerk, zoetwaterconstructies, brugdekken en in de scheepsbouw. 